# Antarchaea umbrifera
Antarchaea umbrifera är en fjärilsart som beskrevs av George Francis Hampson 1910. Antarchaea umbrifera ingår i släktet Antarchaea och familjen nattflyn. Inga underarter finns listade i Catalogue of Life.